# Jack Charlton

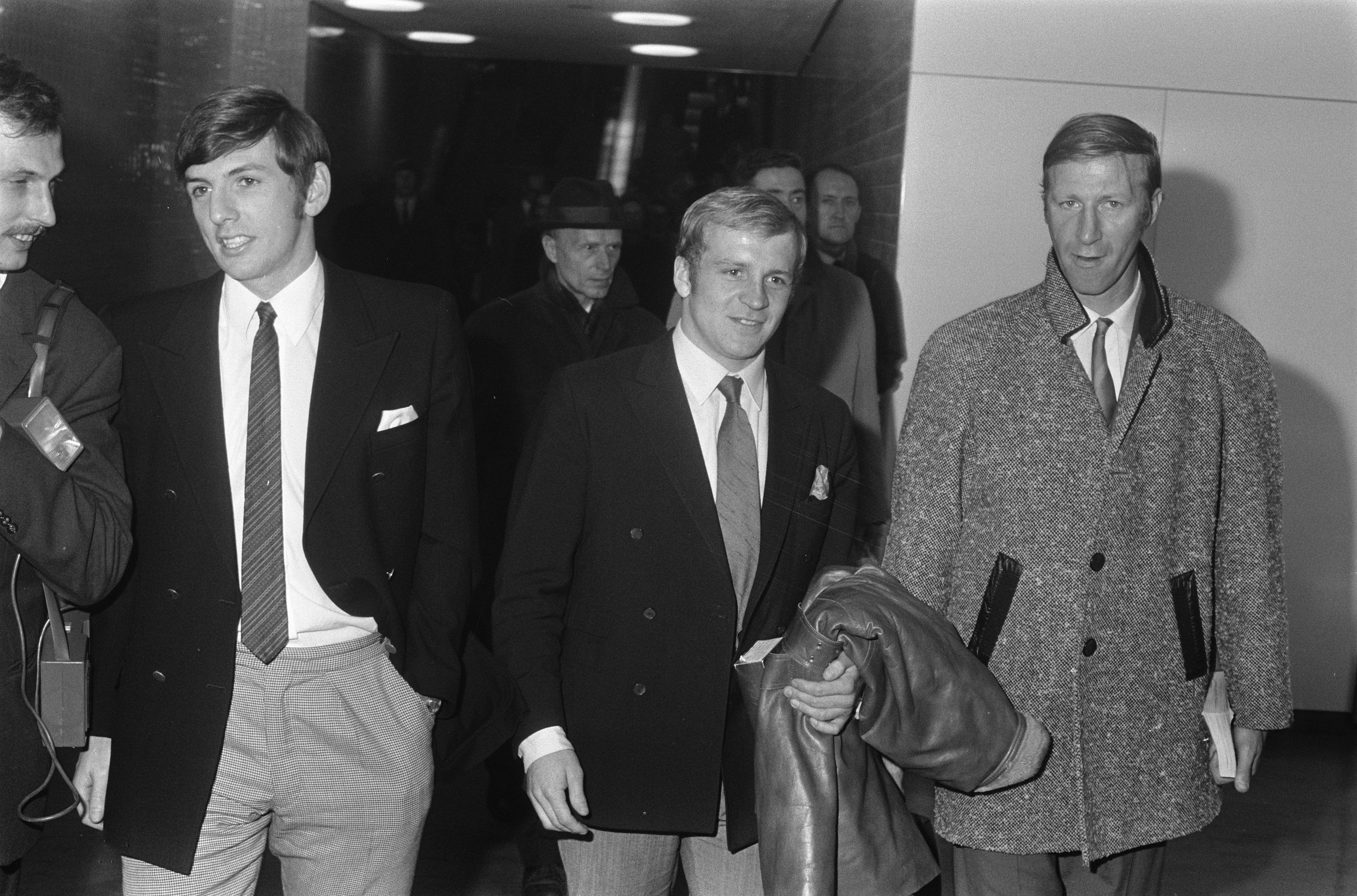
Charlton (rechts) met ploeggenoten op Schiphol in november 1969

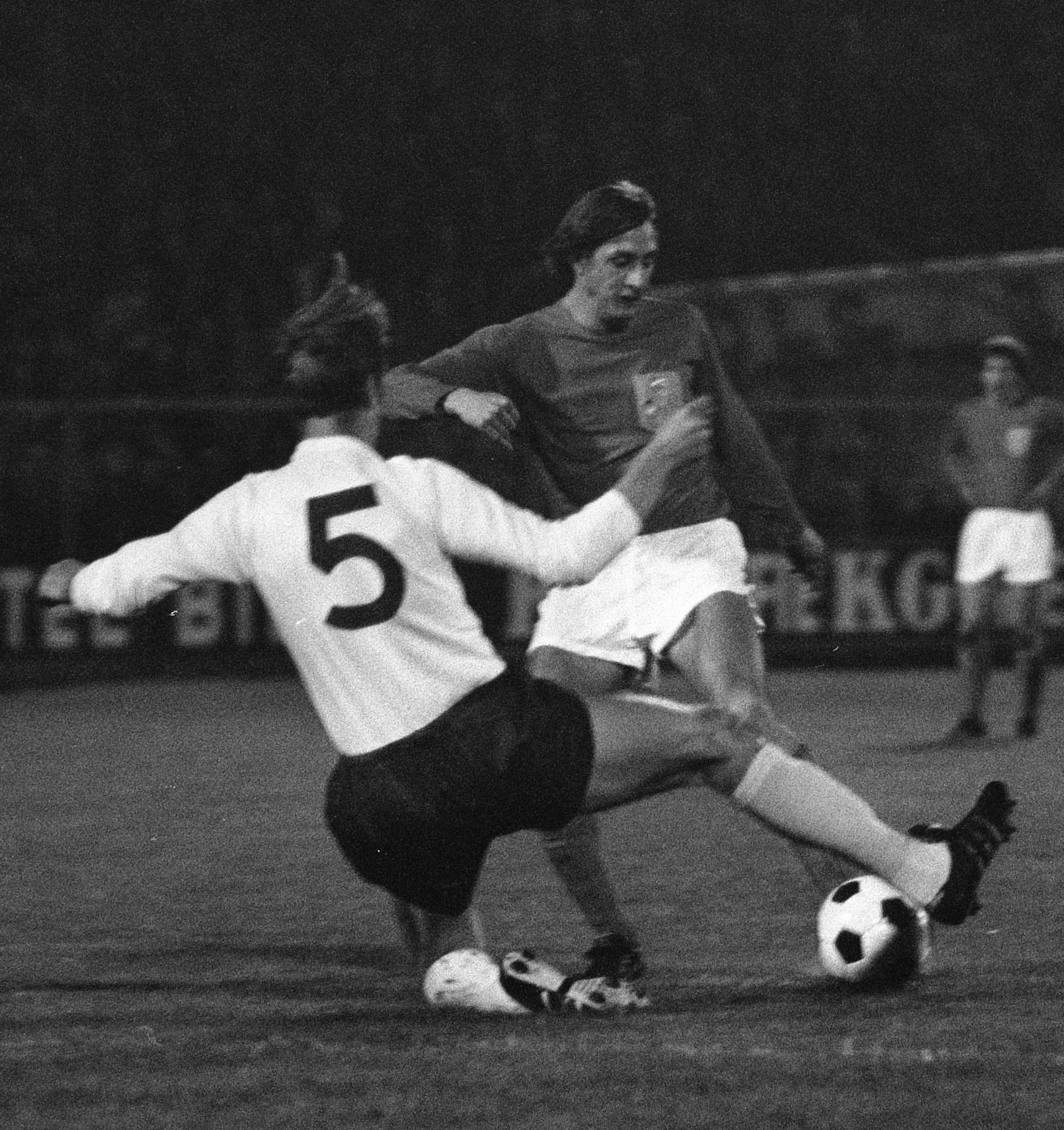
Charlton (#5) duelleert met Johan Cruijff tijdens de interland Nederland tegen Engeland in november 1969

John ("Jack") Charlton (Ashington, 8 mei 1935 – Northumberland, 10 juli 2020) was een Engels voetballer en trainer.

## Loopbaan
In zijn jeugd werd hij compleet overschaduwd door zijn jongere broer Bobby Charlton, die al een contract bij Manchester United kreeg toen Jack nog in militaire dienst zat. Eén dag werkte hij in de mijnen, daarna solliciteerde hij bij de politie. In een amateurwedstrijd was hij echter opgevallen, zodat Leeds United hem een proefwedstrijd aanbood. Deze viel samen met zijn sollicitatiegesprek; Charlton koos voor het voetbal en met succes.
Jack Charlton speelde zijn eerste wedstrijd voor Leeds, dat toen nog in een lagere divisie uitkwam, in 1953. Hij zou twintig jaar bij de club blijven. Het eerste succes kwam in 1957 met de promotie naar de First Division. In 1964 werd Leeds tweede in de competitie en haalde de FA Cup-finale.
Hetzelfde jaar werd Charlton voor het eerst, door manager Alf Ramsey, gevraagd voor de Engelse nationale ploeg. Met Bobby Moore vormde hij jarenlang een sterk verdedigingsduo. Hoogtepunt van zijn carrière was de winst van het wereldkampioenschap voetbal 1966. In de finale tegen West-Duitsland scoorde hij bijna, maar Martin Peters was net eerder bij de bal en tekende de 2-1 aan.
In 1968 volgde de eerste hoofdprijs met de club, de Jaarbeursstedenbeker. Een jaar later werd Leeds landskampioen. Het wereldkampioenschap voetbal 1970 werd een teleurstelling, maar in 1972 won Charlton de FA Cup. Een jaar later beëindigde hij op 38-jarige leeftijd zijn spelersloopbaan.
Daarna werd Charlton trainer van clubs als Middlesbrough FC, Sheffield Wednesday en Newcastle United. Het bekendst werd hij als bondscoach van Ierland, een positie waar hij tot zijn eigen verbazing voor werd gevraagd. Het eerste toernooi waar hij voor Ierland bij betrokken was, was het Europees kampioenschap voetbal 1988. Daar versloegen de Ieren verrassend Engeland en waren in de wedstrijd tegen Nederland slechts acht minuten van de halve finale verwijderd toen Wim Kieft de Ierse droom aan diggelen kopte.
Het Ierse succes was nog groter tijdens het wereldkampioenschap voetbal 1990, toen de ploeg de kwartfinale wist te halen, waar het door gastland Italië werd verslagen. Vier jaar later was de wraak zoet, toen Ierland won van Italië in de groepsfase, maar in de tweede ronde was het Nederlands elftal te sterk. Op 13 december 1995 werden de Ieren, opnieuw door Nederland, verslagen (2-0) in Liverpool in de play-offs voor het EK. Daarna nam Charlton, die inmiddels in Ierland bijzonder populair was geworden, ontslag.
Hij had vissen en jagen als hobby. Af en toe liet hij nog van zich horen als analist en "after dinner speaker". Hij was een "honorary citizen" van de Ierse Republiek en sinds 1994 ereburger van de stad Dublin.
In 2019 werd bij Charlton lymfeklierkanker vastgesteld. Aan het eind van zijn leven leed hij ook aan dementie, net als drie andere leden van de Engelse winnende WK-ploeg van 1966, Nobby Stiles, Martin Peters en Ray Wilson. Charlton overleed op 85-jarige leeftijd. Op 22 juli 2020 was de uitvaart in zijn geboorteplaats.

## Interlands
| Interlands Ierland onder leiding van Jack Charlton | Interlands Ierland onder leiding van Jack Charlton | Interlands Ierland onder leiding van Jack Charlton | Interlands Ierland onder leiding van Jack Charlton | Interlands Ierland onder leiding van Jack Charlton |
| №                                                  | Datum                                              | Wedstrijd                                          | Uitslag                                            | Competitie                                         |
| -------------------------------------------------- | -------------------------------------------------- | -------------------------------------------------- | -------------------------------------------------- | -------------------------------------------------- |
| 1                                                  | 26 maart 1986                                      | Ierland – Wales                                    | 0 – 1                                              | Oefeninterland                                     |
| 2                                                  | 23 april 1986                                      | Ierland – Uruguay                                  | 1 – 1                                              | Oefeninterland                                     |
| 3                                                  | 25 mei 1986                                        | IJsland – Ierland                                  | 1 – 2                                              | Oefeninterland                                     |
| 4                                                  | 27 mei 1986                                        | Tsjecho-Slowakije – Ierland                        | 0 – 1                                              | Oefeninterland                                     |
| 5                                                  | 10 september 1986                                  | België – Ierland                                   | 2 – 2                                              | EK-kwalificatie                                    |
| 6                                                  | 15 oktober 1986                                    | Ierland – Schotland                                | 0 – 0                                              | EK-kwalificatie                                    |
| 7                                                  | 12 november 1986                                   | Polen – Ierland                                    | 1 – 0                                              | Oefeninterland                                     |
| 8                                                  | 18 februari 1987                                   | Schotland – Ierland                                | 0 – 1                                              | EK-kwalificatie                                    |
| 9                                                  | 1 april 1987                                       | Bulgarije – Ierland                                | 2 – 1                                              | EK-kwalificatie                                    |
| 10                                                 | 29 april 1987                                      | Ierland – België                                   | 0 – 0                                              | EK-kwalificatie                                    |
| 11                                                 | 23 mei 1987                                        | Ierland – Brazilië                                 | 1 – 0                                              | Oefeninterland                                     |
| 12                                                 | 28 mei 1987                                        | Luxemburg – Ierland                                | 0 – 2                                              | EK-kwalificatie                                    |
| 13                                                 | 9 september 1987                                   | Ierland – Luxemburg                                | 2 – 1                                              | EK-kwalificatie                                    |
| 14                                                 | 14 oktober 1987                                    | Ierland – Bulgarije                                | 2 – 0                                              | EK-kwalificatie                                    |
| 15                                                 | 10 november 1987                                   | Ierland – Israël                                   | 5 – 0                                              | Oefeninterland                                     |
| 16                                                 | 23 maart 1988                                      | Ierland – Roemenië                                 | 2 – 0                                              | Oefeninterland                                     |
| 17                                                 | 27 april 1988                                      | Ierland – Joegoslavië                              | 2 – 0                                              | Oefeninterland                                     |
| 18                                                 | 22 mei 1988                                        | Ierland – Polen                                    | 3 – 1                                              | Oefeninterland                                     |
| 19                                                 | 1 juni 1988                                        | Noorwegen – Ierland                                | 0 – 0                                              | Oefeninterland                                     |
| 20                                                 | 12 juni 1988                                       | Engeland – Ierland                                 | 0 – 1                                              | EK-eindronde                                       |
| 21                                                 | 15 juni 1988                                       | Ierland – Sovjet-Unie                              | 1 – 1                                              | EK-eindronde                                       |
| 22                                                 | 18 juni 1988                                       | Nederland – Ierland                                | 1 – 0                                              | EK-eindronde                                       |
| 23                                                 | 14 september 1988                                  | Noord-Ierland – Ierland                            | 0 – 0                                              | WK-kwalificatie                                    |
| 24                                                 | 19 oktober 1988                                    | Ierland – Tunesië                                  | 4 – 0                                              | Oefeninterland                                     |
| 25                                                 | 16 november 1988                                   | Spanje – Ierland                                   | 2 – 0                                              | WK-kwalificatie                                    |
| 26                                                 | 7 februari 1989                                    | Ierland – Frankrijk                                | 0 – 0                                              | Oefeninterland                                     |
| 27                                                 | 8 maart 1989                                       | Hongarije – Ierland                                | 0 – 0                                              | WK-kwalificatie                                    |
| 28                                                 | 26 april 1989                                      | Ierland – Spanje                                   | 1 – 0                                              | WK-kwalificatie                                    |
| 29                                                 | 28 mei 1989                                        | Ierland – Malta                                    | 2 – 0                                              | WK-kwalificatie                                    |
| 30                                                 | 4 juni 1989                                        | Ierland – Hongarije                                | 2 – 0                                              | WK-kwalificatie                                    |
| 31                                                 | 6 september 1989                                   | Ierland – West-Duitsland                           | 1 – 1                                              | Oefeninterland                                     |
| 32                                                 | 11 oktober 1989                                    | Ierland – Noord-Ierland                            | 3 – 0                                              | WK-kwalificatie                                    |
| 33                                                 | 15 november 1989                                   | Malta – Ierland                                    | 0 – 2                                              | WK-kwalificatie                                    |
| 34                                                 | 28 maart 1990                                      | Ierland – Wales                                    | 1 – 0                                              | Oefeninterland                                     |
| 35                                                 | 25 april 1990                                      | Ierland – Sovjet-Unie                              | 1 – 0                                              | Oefeninterland                                     |
| 36                                                 | 16 mei 1990                                        | Ierland – Finland                                  | 1 – 1                                              | Oefeninterland                                     |
| 37                                                 | 27 mei 1990                                        | Turkije – Ierland                                  | 0 – 0                                              | Oefeninterland                                     |
| 38                                                 | 2 juni 1990                                        | Malta – Ierland                                    | 0 – 3                                              | Oefeninterland                                     |
| 39                                                 | 11 juni 1990                                       | Engeland – Ierland                                 | 1 – 1                                              | WK-eindronde                                       |
| 40                                                 | 17 juni 1990                                       | Egypte – Ierland                                   | 0 – 0                                              | WK-eindronde                                       |
| 41                                                 | 21 juni 1990                                       | Nederland – Ierland                                | 1 – 1                                              | WK-eindronde                                       |
| 42                                                 | 25 juni 1990                                       | Ierland – Roemenië                                 | 0 – 0                                              | WK-eindronde                                       |
| 43                                                 | 30 juni 1990                                       | Italië – Ierland                                   | 1 – 0                                              | WK-eindronde                                       |
| 44                                                 | 12 september 1990                                  | Ierland – Marokko                                  | 1 – 0                                              | Oefeninterland                                     |
| 45                                                 | 17 oktober 1990                                    | Ierland – Turkije                                  | 5 – 0                                              | EK-kwalificatie                                    |
| 46                                                 | 14 november 1990                                   | Ierland – Engeland                                 | 1 – 1                                              | EK-kwalificatie                                    |
| 47                                                 | 6 februari 1991                                    | Wales – Ierland                                    | 0 – 3                                              | Oefeninterland                                     |
| 48                                                 | 27 maart 1991                                      | Engeland – Ierland                                 | 1 – 1                                              | EK-kwalificatie                                    |
| 49                                                 | 1 mei 1991                                         | Ierland – Polen                                    | 0 – 0                                              | EK-kwalificatie                                    |
| 50                                                 | 22 mei 1991                                        | Ierland – Chili                                    | 1 – 1                                              | Oefeninterland                                     |
| 51                                                 | 1 juni 1991                                        | Verenigde Staten – Ierland                         | 1 – 1                                              | Oefeninterland                                     |
| 52                                                 | 11 september 1991                                  | Hongarije – Ierland                                | 1 – 2                                              | Oefeninterland                                     |
| 53                                                 | 16 oktober 1991                                    | Polen – Ierland                                    | 3 – 3                                              | EK-kwalificatie                                    |
| 54                                                 | 13 november 1991                                   | Turkije – Ierland                                  | 1 – 3                                              | EK-kwalificatie                                    |
| 55                                                 | 19 februari 1992                                   | Ierland – Wales                                    | 0 – 1                                              | Oefeninterland                                     |
| 56                                                 | 25 maart 1992                                      | Ierland – Zwitserland                              | 2 – 1                                              | Oefeninterland                                     |
| 57                                                 | 29 april 1992                                      | Ierland – Verenigde Staten                         | 4 – 1                                              | Oefeninterland                                     |
| 58                                                 | 26 mei 1992                                        | Ierland – Albanië                                  | 2 – 0                                              | WK-kwalificatie                                    |
| 59                                                 | 30 mei 1992                                        | Verenigde Staten – Ierland                         | 3 – 1                                              | US Cup                                             |
| 60                                                 | 4 juni 1992                                        | Italië – Ierland                                   | 2 – 0                                              | US Cup                                             |
| 61                                                 | 7 juni 1992                                        | Portugal – Ierland                                 | 0 – 2                                              | US Cup                                             |
| 62                                                 | 9 september 1992                                   | Ierland – Letland                                  | 4 – 0                                              | WK-kwalificatie                                    |
| 63                                                 | 14 oktober 1992                                    | Denemarken – Ierland                               | 0 – 0                                              | WK-kwalificatie                                    |
| 64                                                 | 18 november 1992                                   | Spanje – Ierland                                   | 0 – 0                                              | WK-kwalificatie                                    |
| 65                                                 | 17 februari 1993                                   | Ierland – Wales                                    | 2 – 1                                              | Oefeninterland                                     |
| 66                                                 | 31 maart 1993                                      | Ierland – Noord-Ierland                            | 3 – 0                                              | WK-kwalificatie                                    |
| 67                                                 | 28 april 1993                                      | Ierland – Denemarken                               | 1 – 1                                              | WK-kwalificatie                                    |
| 68                                                 | 26 mei 1993                                        | Albanië – Ierland                                  | 1 – 2                                              | WK-kwalificatie                                    |
| 69                                                 | 9 juni 1993                                        | Letland – Ierland                                  | 0 – 2                                              | WK-kwalificatie                                    |
| 70                                                 | 16 juni 1993                                       | Litouwen – Ierland                                 | 0 – 1                                              | WK-kwalificatie                                    |
| 71                                                 | 8 september 1993                                   | Ierland – Litouwen                                 | 2 – 0                                              | WK-kwalificatie                                    |
| 72                                                 | 13 oktober 1993                                    | Ierland – Spanje                                   | 1 – 3                                              | WK-kwalificatie                                    |
| 73                                                 | 17 november 1993                                   | Noord-Ierland – Ierland                            | 1 – 1                                              | WK-kwalificatie                                    |
| 74                                                 | 23 maart 1994                                      | Ierland – Rusland                                  | 0 – 0                                              | Oefeninterland                                     |
| 75                                                 | 20 april 1994                                      | Nederland – Ierland                                | 0 – 1                                              | Oefeninterland                                     |
| 76                                                 | 24 mei 1994                                        | Ierland – Bolivia                                  | 1 – 0                                              | Oefeninterland                                     |
| 77                                                 | 29 mei 1994                                        | Duitsland – Ierland                                | 0 – 2                                              | Oefeninterland                                     |
| 78                                                 | 5 juni 1994                                        | Ierland – Tsjechië                                 | 1 – 3                                              | Oefeninterland                                     |
| 79                                                 | 18 juni 1994                                       | Italië – Ierland                                   | 0 – 1                                              | WK-eindronde                                       |
| 80                                                 | 24 juni 1994                                       | Mexico – Ierland                                   | 2 – 1                                              | WK-eindronde                                       |
| 81                                                 | 28 juni 1994                                       | Noorwegen – Ierland                                | 0 – 0                                              | WK-eindronde                                       |
| 82                                                 | 4 juli 1994                                        | Nederland – Ierland                                | 2 – 0                                              | WK-eindronde                                       |
| 83                                                 | 6 september 1994                                   | Letland – Ierland                                  | 0 – 3                                              | EK-kwalificatie                                    |
| 84                                                 | 12 oktober 1994                                    | Ierland – Liechtenstein                            | 4 – 0                                              | EK-kwalificatie                                    |
| 85                                                 | 16 november 1994                                   | Noord-Ierland – Ierland                            | 0 – 4                                              | EK-kwalificatie                                    |
| 86                                                 | 15 februari 1995                                   | Ierland – Engeland                                 | 1 – 0                                              | Oefeninterland                                     |
| 87                                                 | 29 maart 1995                                      | Ierland – Noord-Ierland                            | 1 – 1                                              | EK-kwalificatie                                    |
| 88                                                 | 26 april 1995                                      | Ierland – Portugal                                 | 1 – 0                                              | EK-kwalificatie                                    |
| 89                                                 | 3 juni 1995                                        | Liechtenstein – Ierland                            | 0 – 0                                              | EK-kwalificatie                                    |
| 90                                                 | 11 juni 1995                                       | Ierland – Oostenrijk                               | 1 – 3                                              | EK-kwalificatie                                    |
| 91                                                 | 6 september 1995                                   | Oostenrijk – Ierland                               | 3 – 1                                              | EK-kwalificatie                                    |
| 92                                                 | 11 oktober 1995                                    | Ierland – Letland                                  | 2 – 1                                              | EK-kwalificatie                                    |
| 93                                                 | 15 november 1995                                   | Portugal – Ierland                                 | 3 – 0                                              | EK-kwalificatie                                    |
| 94                                                 | 13 december 1995                                   | Nederland – Ierland                                | 2 – 0                                              | EK-kwalificatie                                    |

## Erelijst
Als speler
 Leeds United
- Football League First Division: 1968/69
- Football League Second Division: 1963/64
- FA Cup: 1971/72
- Football League Cup: 1967/68
- FA Charity Shield: 1969
- Jaarbeursstedenbeker: 1967/68, 1970/71

 Engeland
- British Home Championship: 1964/65, 1965/66, 1967/68, 1968/69
- Wereldkampioenschap voetbal: 1966
- Europees kampioenschap voetbal: derde in 1968

Individueel als speler
- FWA Footballer of the Year: 1967
- English Football Hall of Fame: 2005
- PFA Team of the Century (1907–1976): 2007

Als trainer
 Middlesbrough
- Football League Second Division: 1973/74
- Anglo-Scottish Cup: 1975/76

 Sheffield Wednesday
- Football League Third Division derde plaats promotie: 1979/80

 Ierland
- Iceland Triangular Tournament: 1986

Individueel als trainer
- English Manager of the Year: 1974
- Philips Sports Manager of the Year: 1987, 1988, 1989, 1993